# HMS Keats (K482)
HMS Keats (K482) là một tàu frigate lớp Captain của Hải quân Hoàng gia Anh hoạt động trong Chiến tranh Thế giới thứ hai. Nó nguyên được Hoa Kỳ chế tạo như chiếc USS Tisdale (DE-278), một tàu hộ tống khu trục lớp Evarts, và chuyển giao cho Anh Quốc theo Chương trình Cho thuê-Cho mượn (Lend-Lease). Nó là chiếc tàu chiến duy nhất của Hải quân Anh được đặt tên theo Đô đốc Richard Goodwin Keats (1757-1834), người từng tham gia các cuộc Chiến tranh Cách mạng Hoa Kỳ, Chiến tranh Cách mạng Pháp và Chiến tranh Napoleon. Nó đã phục vụ cho đến khi chiến tranh kết thúc tại Châu Âu, hoàn trả cho Hoa Kỳ năm 1946, và cuối cùng bị bán để tháo dỡ cùng trong năm đó.

## Thiết kế và chế tạo
Những tàu frigate lớp Captain thuộc phân lớp Evarts có chiều dài chung 289 ft 5 in (88,21 m), mạn tàu rộng 35 ft 1 in (10,69 m) và độ sâu mớn nước khi đầy tải là 8 ft 3 in (2,51 m). Chúng có trọng lượng choán nước tiêu chuẩn 1.140 tấn Anh (1.160 t); và lên đến 1.430 tấn Anh (1.450 t) khi đầy tải. Hệ thống động lực bao gồm bốn động cơ diesel General Motors Kiểu 16-278A nối với bốn máy phát điện để vận hành hai trục chân vịt; công suất 6.000 hp (4.500 kW) cho phép đạt được tốc độ tối đa 21 kn (24 mph; 39 km/h), và có dự trữ hành trình 4.150 nmi (4.780 mi; 7.690 km) khi di chuyển ở vận tốc đường trường 12 kn (14 mph; 22 km/h).
Vũ khí trang bị bao gồm ba pháo 3 in (76 mm)/50 cal trên tháp pháo nòng đơn có thể đối hạm hoặc phòng không, một khẩu đội 1,1 inch/75 caliber bốn nòng và chín pháo phòng không Oerlikon 20 mm. Vũ khí chống ngầm bao gồm một dàn súng cối chống tàu ngầm Hedgehog Mk. 10 (có 24 nòng và mang theo 144 quả đạn); hai đường ray Mk. 9 và tám máy phóng K3 Mk. 6 để thả mìn sâu.
Con tàu được đặt hàng vào ngày 25 tháng 1, 1942, và được đặt lườn như là chiếc USS Tisdale (DE-278) tại Xưởng hải quân Boston ở Boston, Massachusetts vào ngày 5 tháng 6, 1943; nó được hạ thủy vào ngày 17 tháng 7, 1943.  Tên nó được đặt theo Trung tá Hải quân Ryland Dillard Tisdale (1894–1942), người phục vụ trong cả hai cuộc thế chiến và đã tử trận tại Mindanao, Philippines; ông được tặng thưởng Huân chương Chữ thập Hải quân và được truy tặng Huân chương Ngôi sao Bạc. Con tàu được chuyển giao cho Anh Quốc vào ngày 19 tháng 10, 1943, đồng thời nhập biên chế cùng Hải quân Hoàng gia Anh như là chiếc HMS Keats (K482) dưới quyền chỉ huy tạm thời của quyền Hạm trưởng, Thiếu tá Hải quân Neil Frederick Israel.

## Lịch sử hoạt động
Trong quá trình phục vụ cùng Hải quân Hoàng gia Anh, Keats hoạt động trong vai trò chính là hộ tống các đoàn tàu vận tải vượt Đại Tây Dương và tại vùng eo biển Manche từ năm 1943 đến năm 1945.
Vào ngày 27 tháng 1, 1945, Keats đã hoạt động phối hợp tấn công bằng mìn sâu cùng các tàu frigate Bligh (K467) và Tyler (K576), và đã đánh chìm chiếc tàu ngầm U-boat Đức U-1172 tại eo biển St George, ở tọa độ 52°24′B 005°42′T / 52,4°B 5,7°T. Đến ngày 15 tháng 4, 1945, nó lại tiếp tục cùng tàu frigate Grindall (K477) đánh chìm được chiếc U-285 bằng mìn sâu tại vùng biển Bắc Đại Tây Dương về phía Tây Nam Ireland, ở tọa độ 50°13′0″B 012°48′0″T / 50,21667°B 12,8°T.
Sau khi chiến tranh chấm dứt tại Châu Âu, Keats được hoàn trả cho Hoa Kỳ vào ngày 27 tháng 2, 1946, nhằm giảm bớt chi phí mà Anh phải trả cho Hoa Kỳ trong Chương trình Cho thuê-Cho mượn (Lend-Lease). Keats được cho rút tên khỏi danh sách Đăng bạ Hải quân vào ngày 20 tháng 3, 1946. Con tàu bị bán cho hãng George H. Nutman, Inc.tại Brooklyn, New York để tháo dỡ vào ngày 19 tháng 11, 1946.